# Pombos
Pombos is een gemeente in de Braziliaanse deelstaat Pernambuco. De gemeente telt 22.120 inwoners (schatting 2009).
De gemeente grenst aan Passira, Primavera, Vitória de Santo Antão, Gravatá en Chã Grande.